# Sîngerei (condado)
Sîngerei é um condado (ou distrito) da Moldávia. Sua capital é a cidade de Sîngerei.